# Ваарметс, Тармо
Тармо Ваарметс (эст. Tarmo Vaarmets; род. 18 мая 1965) — аниматор эстонского мультипликационного кино, карикатурист и поэт.

## Биография
Тармо Ваарметс прошел подготовительные курсы Художественного института, а также пытался поступить в ERKI. В институт его не приняли, но на вступительных экзаменах Тармо познакомился с Меэлисом Арулепа и получил от него предложение работы прорисовщиком для фильма Рейна Раамата «Город». После года работы над этим фильмом, ему предложили стать аниматором на той же студии.
Среди учителей Тармо были режиссёры и аниматоры из «Союзмультфильма».
Важную роль в выборе профессии сыграла любовь Тармо к рисованию, а особенно карикатурам. Многие эстонские карикатуристы тогда уже занимались анимацией, и работая с такими людьми, как Пярн, Эрниц, Васар, Метс, он разработал свой собственный карикатурный стиль.
В начале творческого пути он ещё думал о создании своего собственного фильма, но позже позже он нашел выражение себя через малые формы: детские стихи, карикатуры, юмористические тексты, живопись и музыку.
Помимо рисованной анимации, Ваарметс также занимался кукольной. Вместе с друзьями и братом они снимали кукольные фильмы в домашнем кинотеатре на 8-миллиметровую камеру. В качестве персонажей были куклы из пластилина, живые люди, камни и многое другое.
В настоящее время (2021 г.) Тармо Ваарметс работает над фильмом Маттиаса Мялу и проектом Мортена Чинакова с Люцией Мрзляк (Люция проиллюстрировала его детский сборник стихов «Бутерброд делает гимнастику»).

## Награды
- 1991 — приз конкурса карикатур «Деньги и банковское дело», организованного Eesti Hoiupank[англ.] и Финской ассоциацией сберегательных касс[фин.]
- 2003 — Конкурс карикатуры Эдмунда Вальтмана — 1 место
- 2008 — Конкурс карикатуры Эдмунда Вальтмана — 2 место
- 2009 — Конкурс карикатуры Эдмунда Вальтмана — 3 место
- 2011 — Выставка карикатур Нарвского музея картинной галереи «Старое и новое» 3 место
- 2014 — 3-е место на II Таллиннском международном конкурсе карикатур «Живые улицы», организованном Эстонской ассоциацией юмора[эст.].
- 2014 — 2 место в конкурсе Покулууле.
- 2014 — Ежегодная премия фонда «Капитал культуры Эстонии[англ.]» за аудиовизуальное искусство (незаменимый опыт 25 лет — аниматор большинства эстонских мультфильмов)
- 2017 — Международный конкурс карикатур «Юбилейный — EV100», организованный Эстонской ассоциацией юмора — 3 место
- 2018 — Конкурс мультфильмов Эдмунда Вальтмана — 1 место
- 2019 — Конкурс мультфильмов Эдмунда Вальтмана — 1-й специальный приз

## Фильмография
1. «3 x 1» (1990)
2. «Зимний день» (Talvepäev; 1991)
3. «Отъезд» (Ärasõit; 1991)
4. «Отель „Е“» (Hotell E; 1992)
5. «Свежий, как огурчик» (Külma kõhuga…kuid roheline; 1992)
6. «Осёл на музыкальной лестнице» (Eesel heliredelil; 1993)
7. «Селянин и городской проныра» (Setu vurle küüsis; 1993)
8. «Зимняя спячка» (Talveuni; 1993)
9. «Яагуп и смерть» (Jaagup ja surm; 1994)
10. «День рождения» (Sünnipäev; 1994)
11. «1895» (1995)
12. «Маленькая Лилли» (Plekkmäe Liidi; 1995)
13. «Гравитация» (Gravitatsioon; 1996)
14. «Том и Флуффи» (Tom ja Fluffy; 1997)
15. «Ночь морковок» (Porgandite Öö; 1998)
16. «Любовь к жизни» (Armastuse võimalikkusest; 1999)
17. «Скрипка» (Viola; 1999)
18. «Лотта» (Lotte reis Lõunamaale; 2000)
19. «Монблан» (Mont Blanc; 2001)
20. «Всадник без головы» (Peata ratsanik; 2001)
21. «Орфей» (Orpheus; 2019)

## Книги
- «Asi susiseb» (Вещи шипят) Тийт Кендлер[англ.] (Mix, 48 страниц, 1992), дизайн Риины Велло, иллюстрации: Тармо Варметс.
- «Pisut metsa poole» (Немного в сторону леса) — Тармо Варметс (Vebelex, 28 страниц, 2013), ISBN 9789949333530
- «Magus jõulusalmik rosinatega» (Сладкая рождественская поэма с изюмом) Иво Ивари[эст.] (Стихи 2000—2013), (Vebelex, 36 страниц, 2013), дизайн: Свен Пярн, изображение на обложке: Хьюго Хийбус, мультфильмы: Эрки Эвестус, Хьюго Хийбус, Прийт Коппель, Марко Пиккат , Эдуард Тюр и Тармо Варметс, ISBN 9789949334186
- «Бутерброд делает зарядку» Тармо Ваарметс, дизайнер Туули Ауле, иллюстратор Люция Мрзляк, ISBN 978-9949-85-540-7, стр 152, 15.05.2019

## Выставки
- 2010 — Библиотека Лелле — «Карикатуры Тармо Ваарметса»
- 2011 — Художественная галерея Нарвского музея на выставке карикатур «Старое и новое».